# 蒂华纳国际机场
蒂华纳国际机场（西班牙語：Aeropuerto Internacional de Tijuana），官方名称阿韦拉多·L·罗德里格斯将军国际机场（Aeropuerto Internacional General Abelardo L. Rodríguez），位于墨西哥下加利福尼亞州蒂華納，是墨西哥第二北的机场，仅次于墨西卡利国际机场。该机场位于蒂华纳市的Otay Centenario镇，紧邻美墨边界南侧。2016年机场运送了6,332,500名乘客；而2017年运送了7,103,200名乘客。蒂华纳国际机场是墨西哥第五繁忙的机场，排名位于墨西哥城、坎昆、瓜达拉哈拉和蒙特雷机场之后。该机场每年可运送高达1千万乘客，每天可处理360架航机。
蒂华纳机场是沃拉里斯航空的枢纽机场以及墨西哥国际航空的重点机场。该机场曾是Aero California、Aerolíneas Internacionales、Líneas Aéreas Azteca和ALMA de Mexico的枢纽。自2005年8月到航司停止运营，蒂华纳机场也曾是低成本航空公司Avolar的主要及最大枢纽。作为墨西哥最早的低成本航空公司之一，Avolar一度成为该机场第二大航空公司。
机场由西班牙机场管理局控股的太平洋机场集团运作。该集团控制了墨西哥中部和北部12个国际机场。从国内目的地数量来衡量，蒂华纳机场（共32个国内城市）仅次于墨西哥城。

## 设施

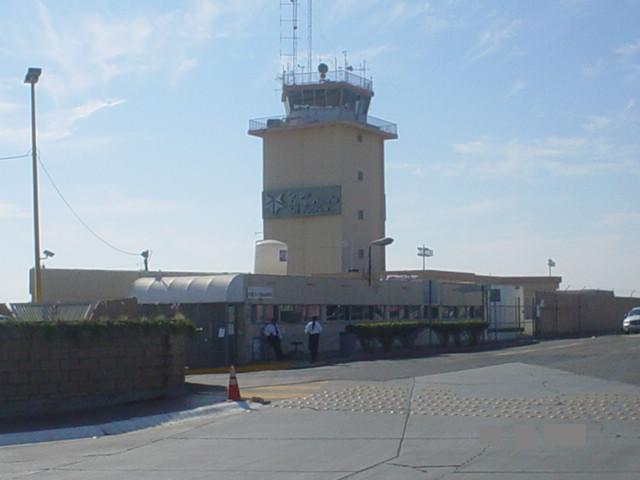
塔台

机场包括一条跑道、与之并列的滑行道、有2个大厅23个登机口的主航站楼、饮食区、塔台（为墨西哥最高的塔台之一）。主航站楼对面有另一个航站楼（旧机场航站楼）和跑道，为墨西哥武装部隊军用。在其相邻的（不面向民用的）跑道南侧有4个远机位，主要供货运航空公司使用。远机位与主跑道由一个较短的滑行道相连接。该机场在比起民用、军用更低程度上也供通用航空使用，通用航空主要使用通用航空大楼航站楼（GAB Terminal）。

### 主航站楼
- 登机口数量：23
- 远机位数量：4
- 廊桥数量：10
- 休息室：
  - 墨西哥国际航空 Salón Premier（A大厅）
  - VIP Room Tijuana （主航站楼上层）
- 饮食区（A大厅、B大厅（禁区内），主走廊（禁区外））
- 海关和边检（国际到达于B大厅处理、出发于A大厅）
  - 护照和国籍检查（国内到达）
- 出租车和汽车租赁（到达和出发区）
- 公交车枢纽（主航站楼东侧）
- 免税店 （主走廊、A大厅、B大厅）
- 停车区（E大楼）

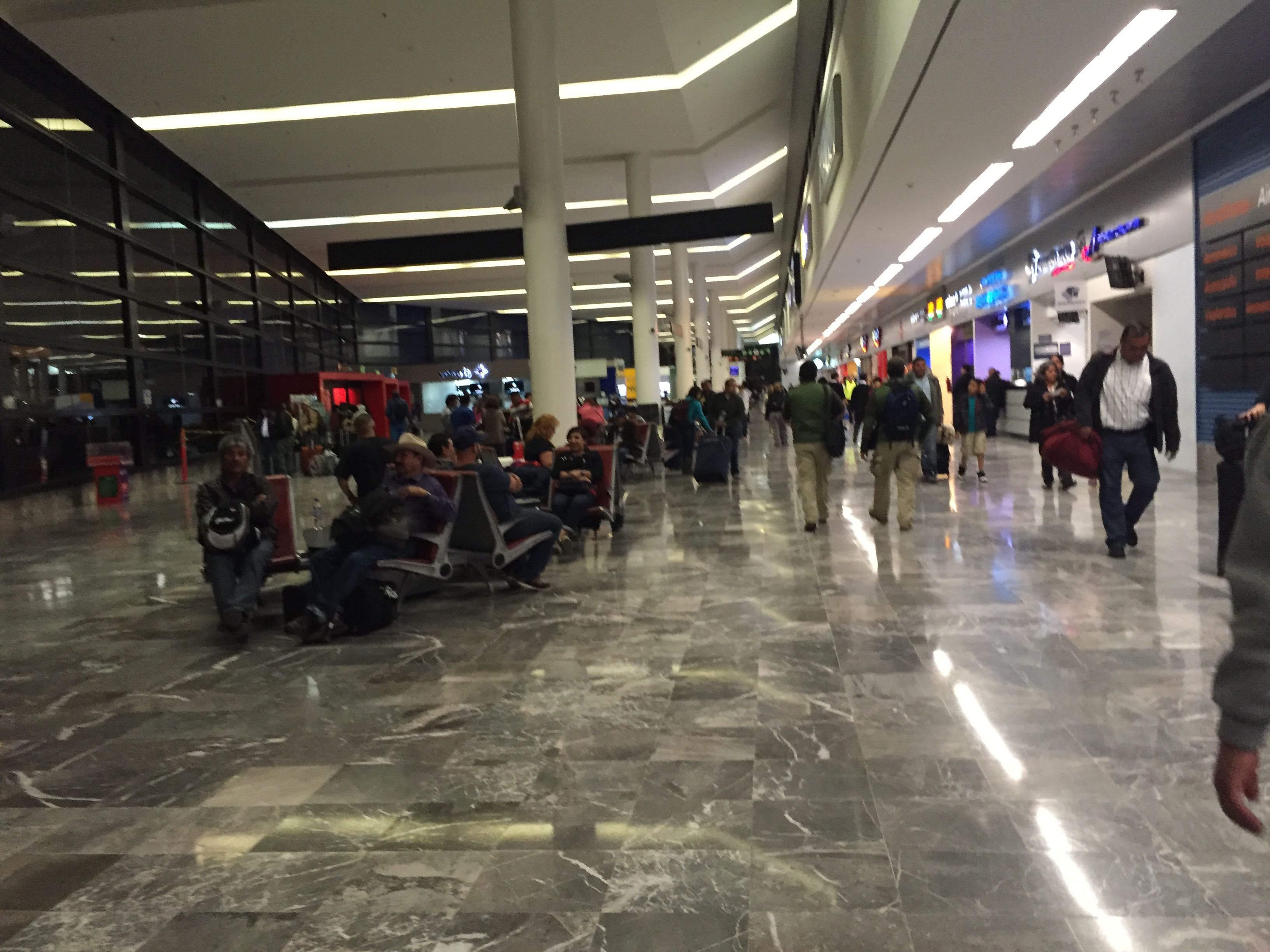
主走廊
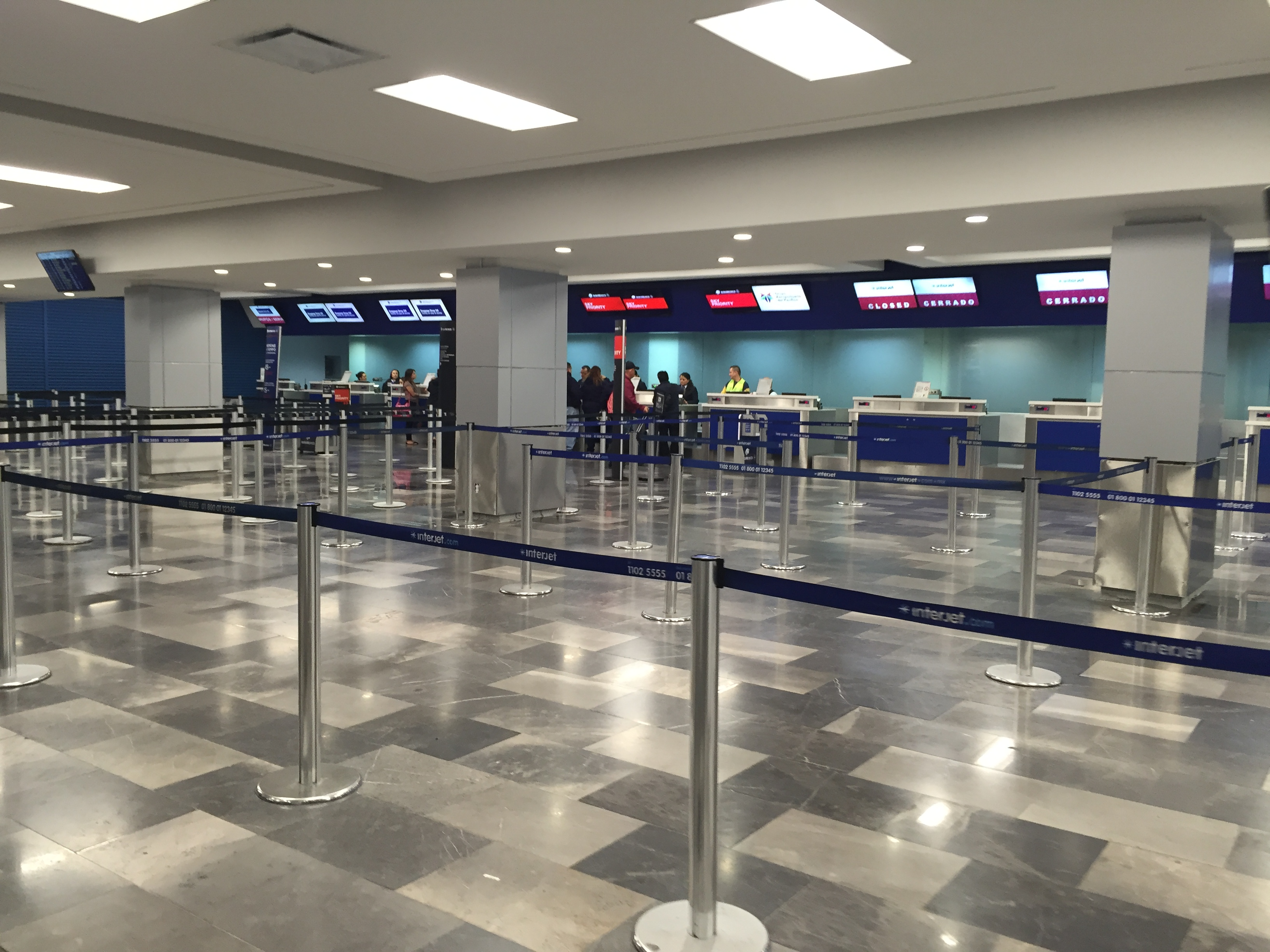
值机柜台
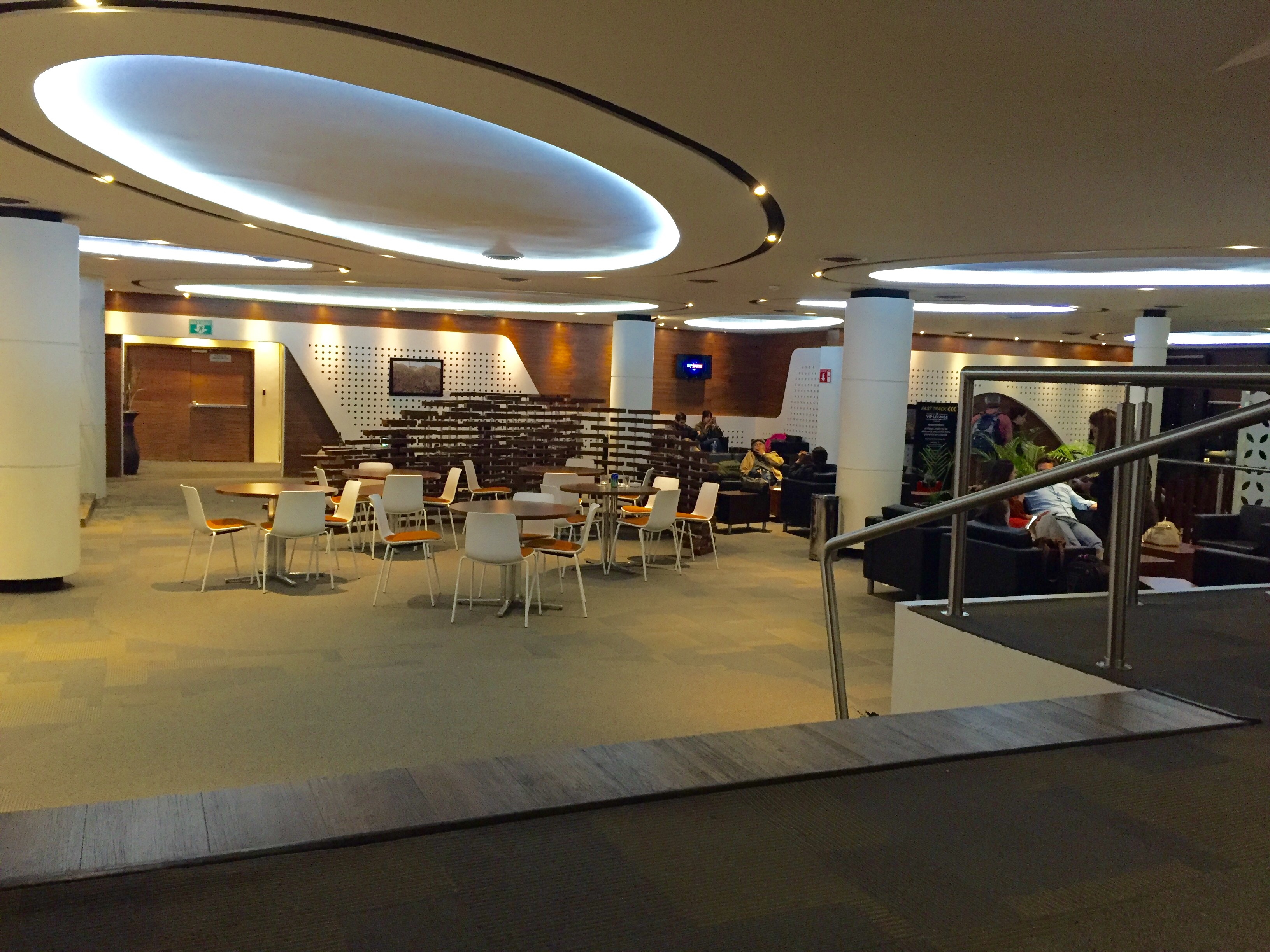
VIP休息室
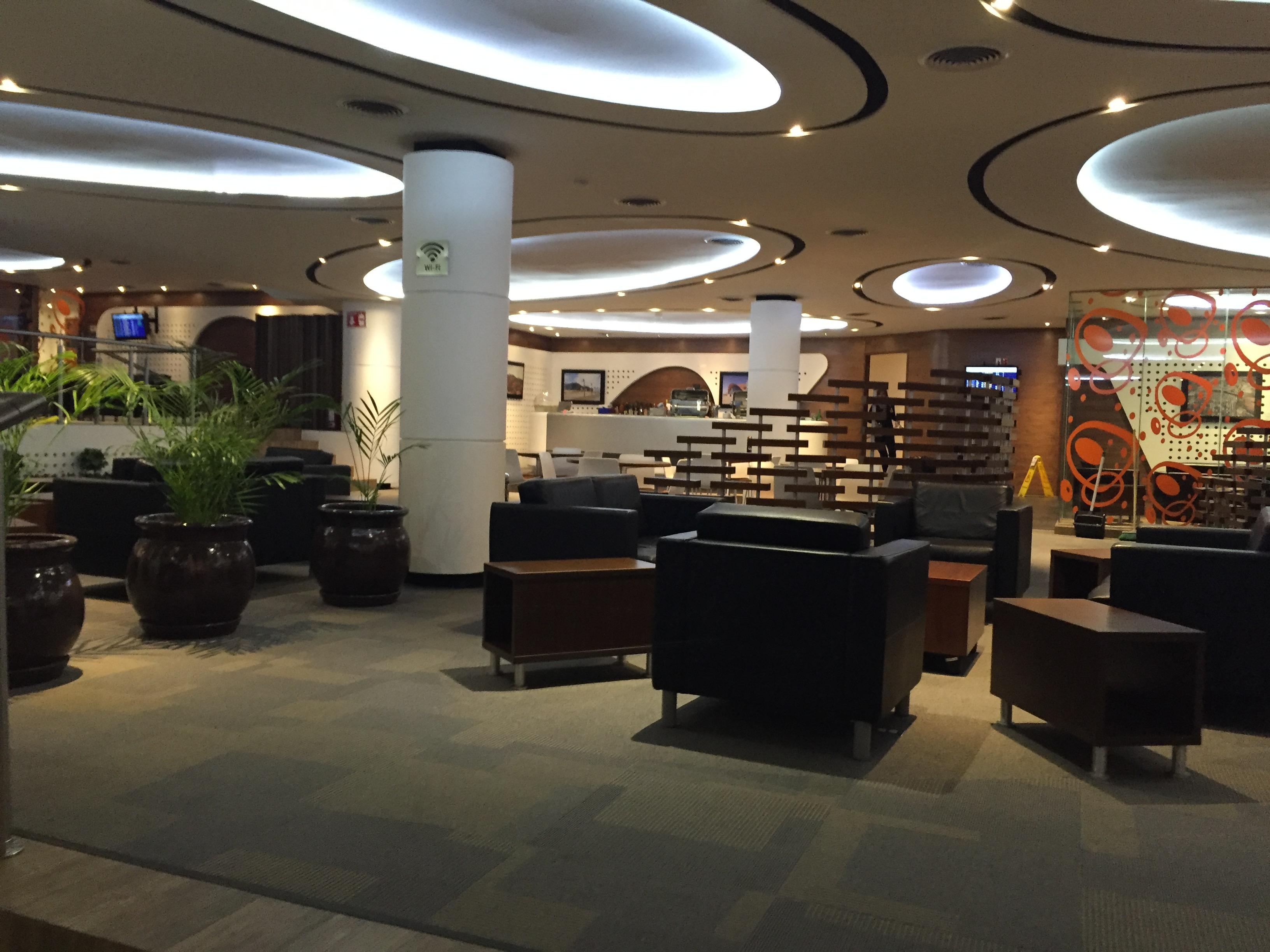
VIP休息室
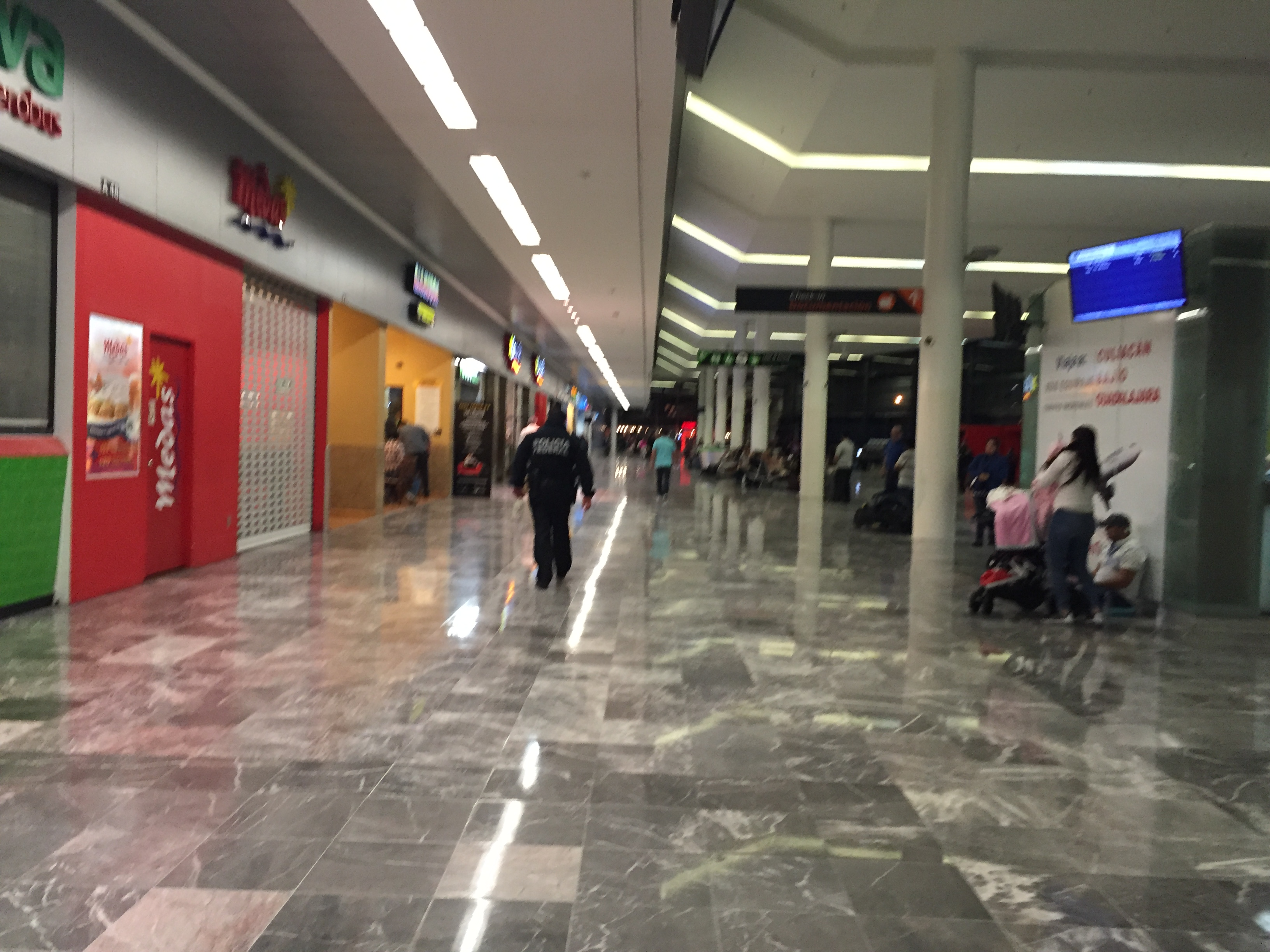
主走廊
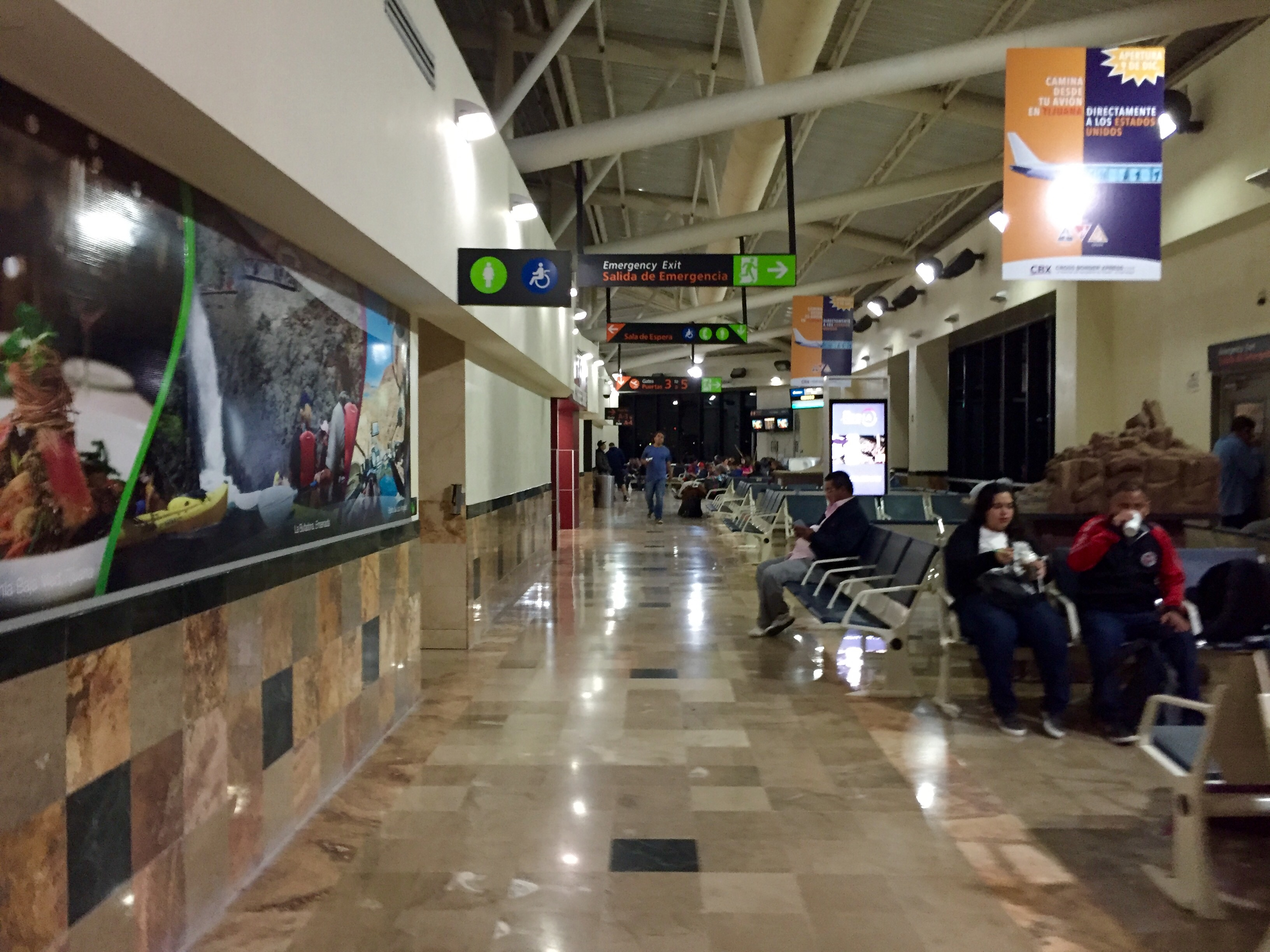
机场A大厅登机口
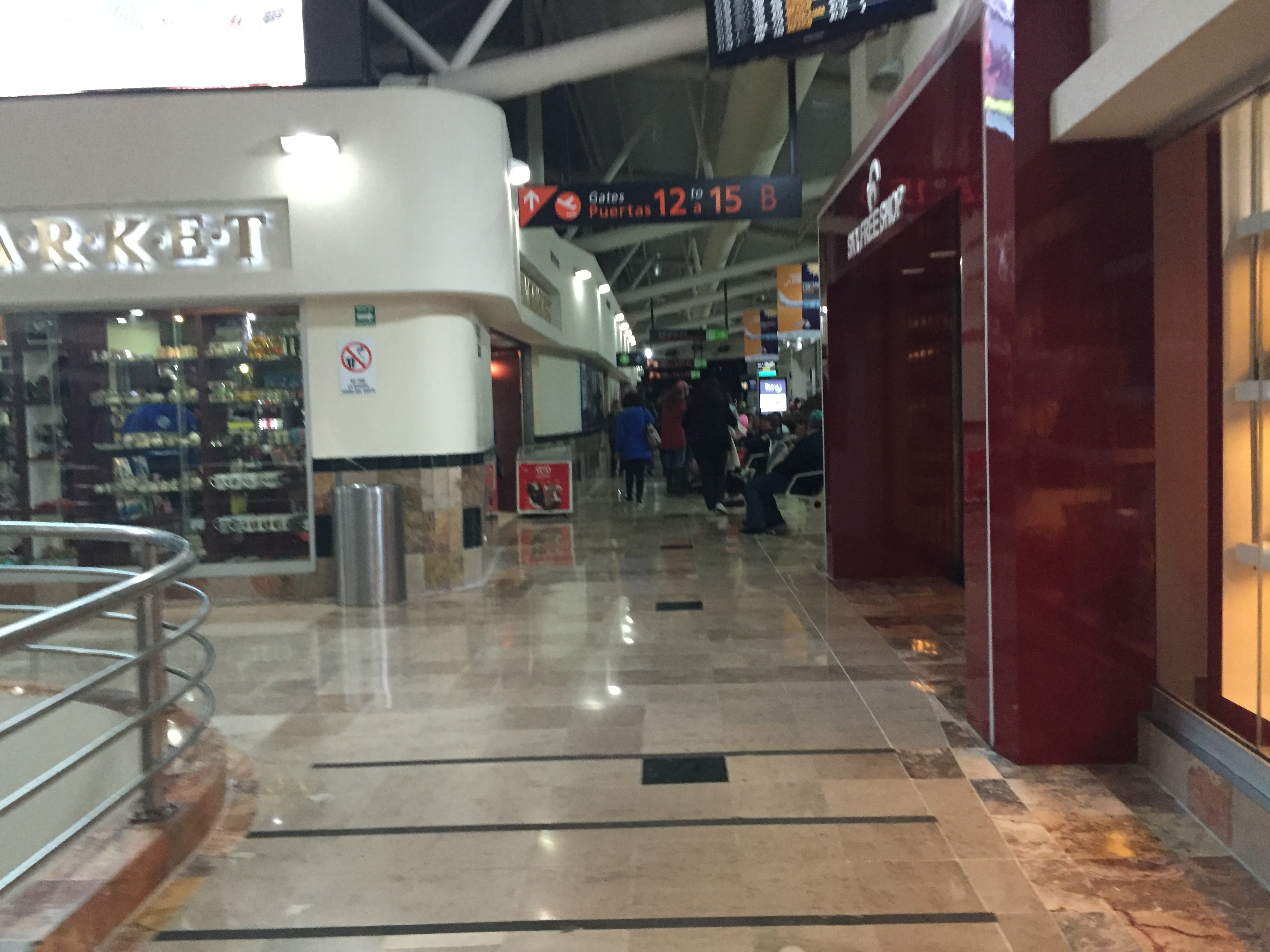
机场B大厅登机口
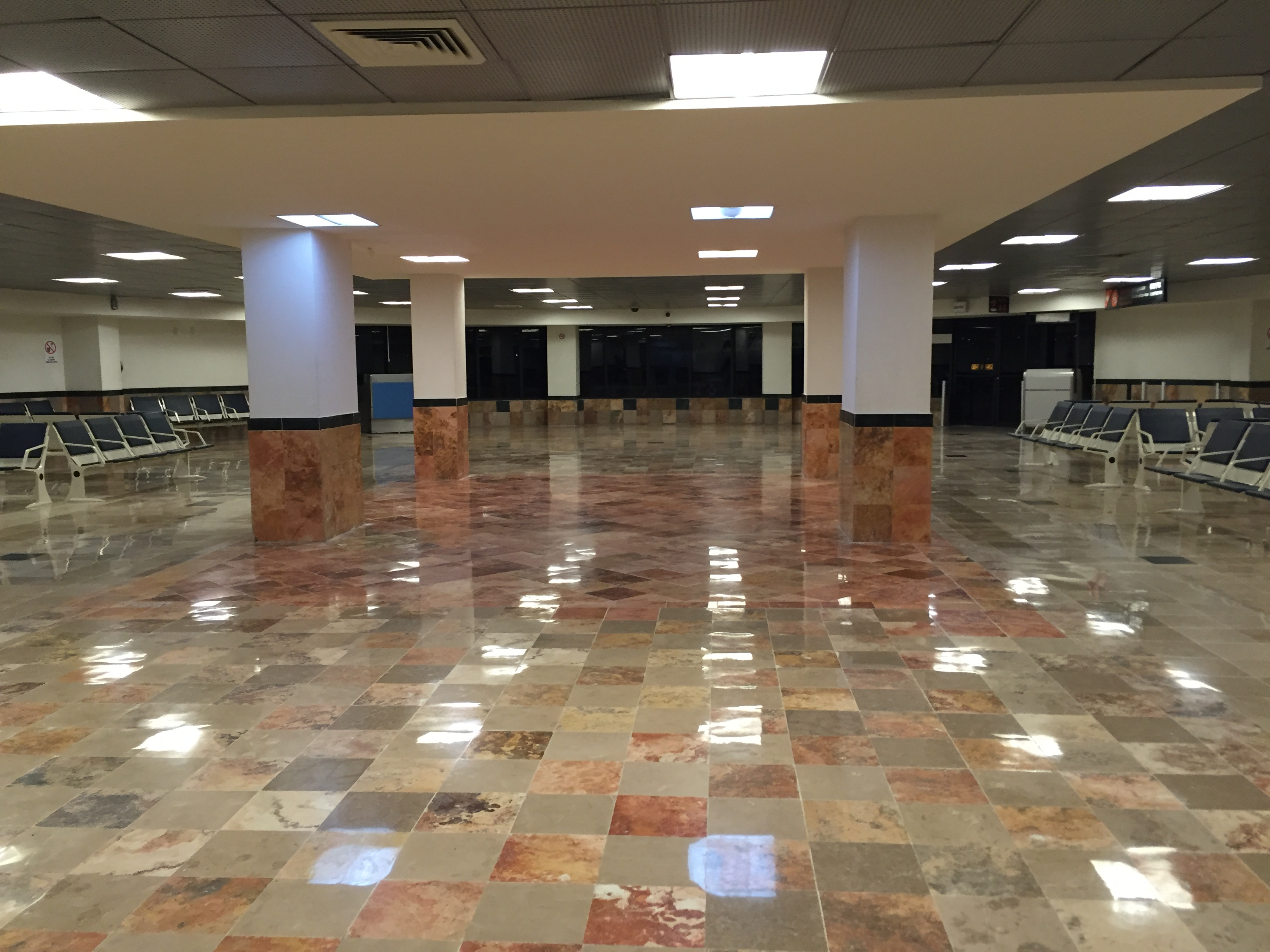
机场远机位登机口

### CBX
2015年12月9日Cross Border Xpress跨境大桥和航站楼启用之后，蒂华纳机场可由美国直接到达。乘客可以从美国侧航站楼步行通过横跨美墨边境的大桥前往墨西哥侧的主机场设施。
- VIP室
- 美国海关及边境保卫局
- 运动酒吧
- 咖啡馆和餐厅
- 免税店
- 出租车和汽车租赁
- 停车区

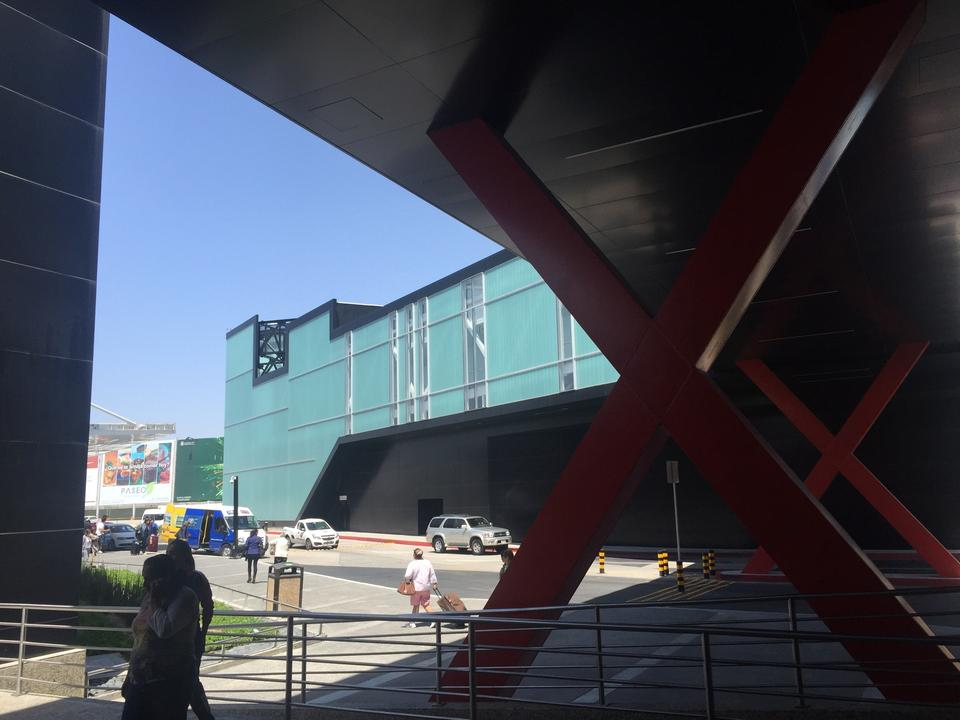
墨西哥侧CBX
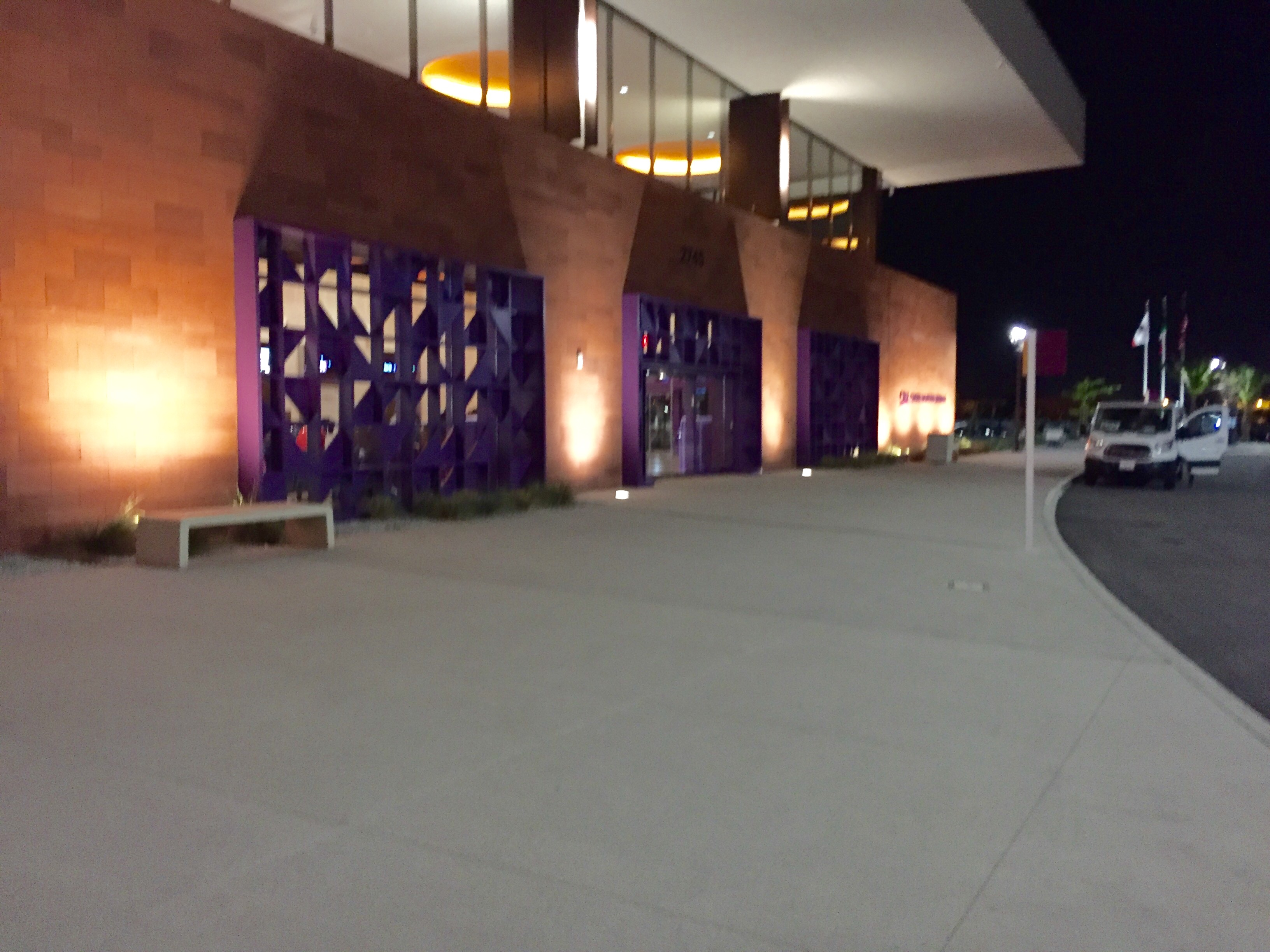
美国侧CBX
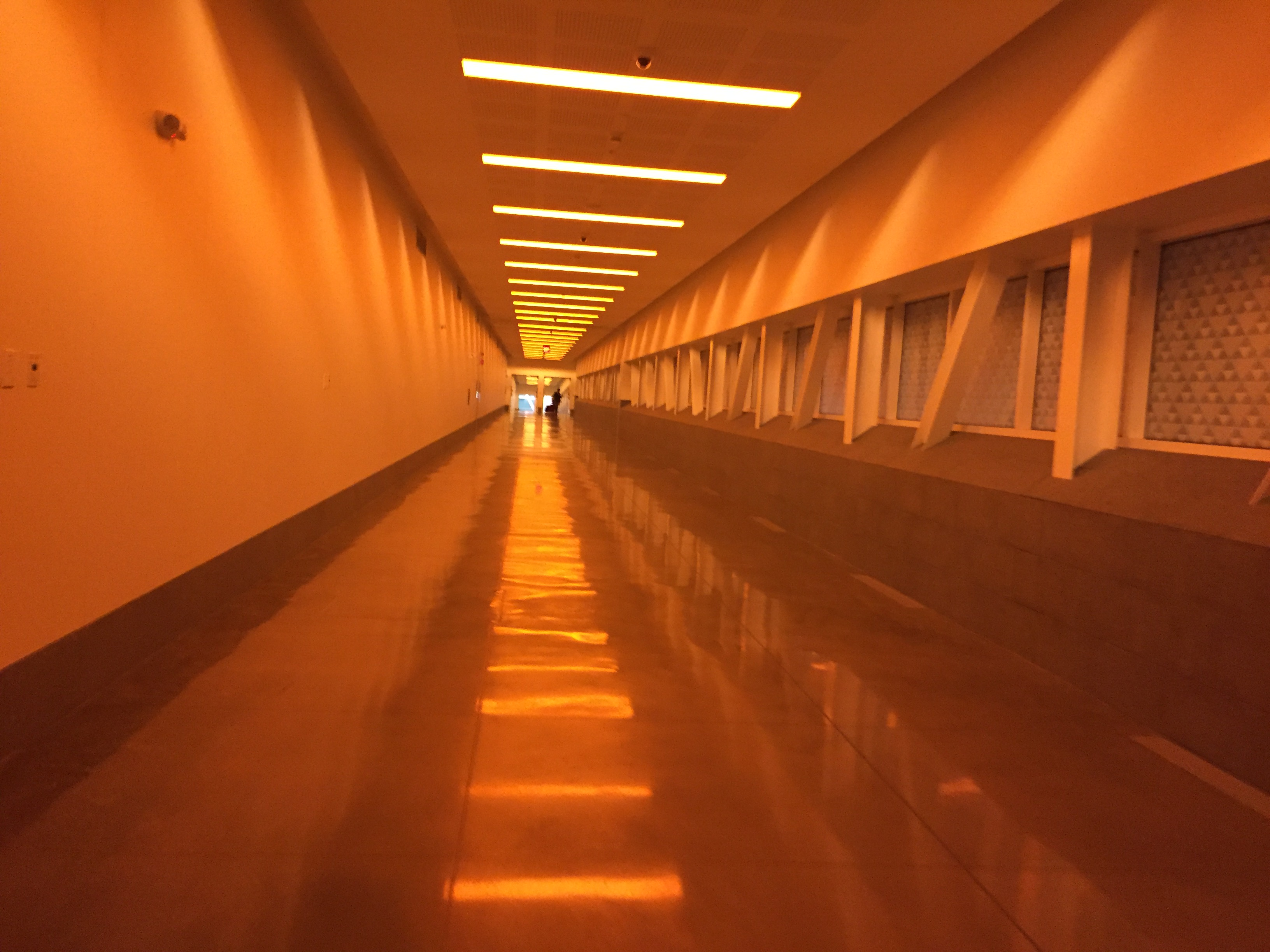
过境天桥
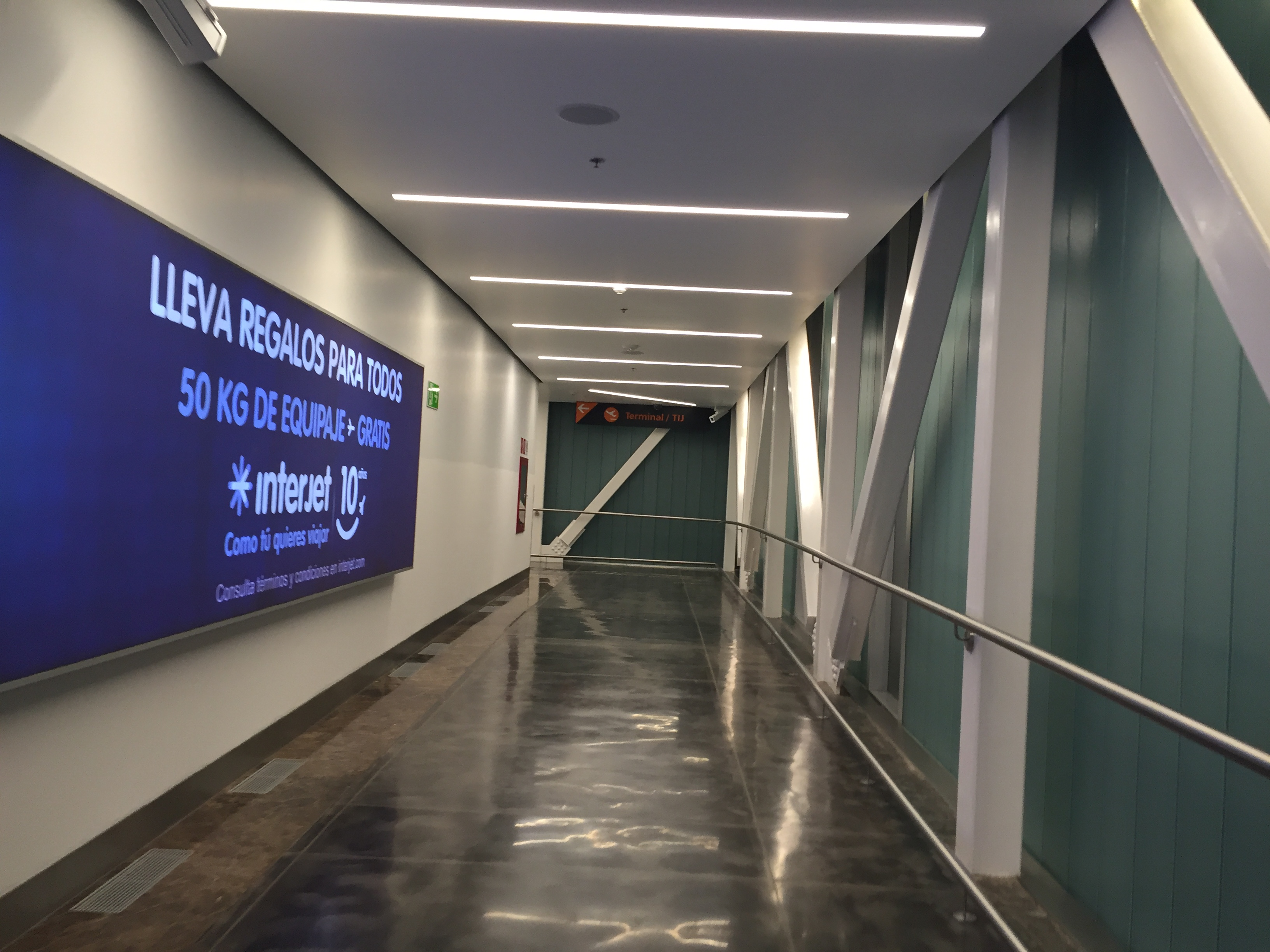
过境天桥